# Maria Mutola
Maria de Lurdes Mutola (n. 27 octombrie 1972, Lourenço Marques, Mozambic) este o fostă atletă din Mozambic de talie mondială.

## Carieră
În proba de 800 de metri, Maria Mutola a devenit de trei ori campioană mondială, la Campionatele Mondiale din 1993, 2001 și 2003, la care se adaugă locul doi la Campionatele Mondiale din 1999 și locul trei la Campionatele Mondiale din 1997. De șapte ori a fost campioană mondială în sală.
A participat de șase ori la Jocurile Olimpice, la Jocurile Olimpice din 1988, 1992, 1996, 2000, 2004 și 2008. La Jocurile Olimpice din 2000 de la Sydney a câștigat medalia de aur și la Jocurile Olimpice din 1996 de la Atlanta a obținut medalia de bronz. La această ediție a purtat și steagul Mozambicului la ceremonia de deschidere.
În anul 2003 ea a câștigat marele premiu de un milion de dolari din concursul Golden League.

## Competiții internaționale
| An   | Competiție                  | Locație                  | Loc    | Eveniment | Note    |
| ---- | --------------------------- | ------------------------ | ------ | --------- | ------- |
| 1988 | Campionatul African         | Annaba, Algeria          | 2      | 800 m     | 2:06.55 |
| 1988 | Jocurile Olimpice           | Seul, Coreea de Sud      | 21 (h) | 800 m     | 2:04,36 |
| 1990 | Campionatul African         | Cairo, Egipt             | 1      | 800 m     | 2:13,54 |
| 1990 | Campionatul African         | Cairo, Egipt             | 1      | 1500 m    | 4:25,27 |
| 1991 | Campionatul Mondial         | Tokio, Japonia           | 4      | 800 m     | 1:57,63 |
| 1992 | Jocurile Olimpice           | Barcelona, Spania        | 5      | 800 m     | 1:57,49 |
| 1992 | Jocurile Olimpice           | Barcelona, Spania        | 9      | 1500 m    | 4:02,60 |
| 1993 | Campionatul Mondial în sală | Toronto, Canada          | 1      | 800 m     | 1:57,55 |
| 1993 | Campionatul African         | Durban, Africa de Sud    | 1      | 800 m     | 1:56,36 |
| 1993 | Campionatul Mondial         | Stuttgart, Germania      | 1      | 800 m     | 1:55,43 |
| 1995 | Campionatul Mondial în sală | Barcelona, Spania        | 1      | 800 m     | 1:57,62 |
| 1995 | Campionatul Mondial         | Göteborg, Suedia         | — (sf) | 800 m     | DS      |
| 1996 | Jocurile Olimpice           | Atlanta, Statele Unite   | 3      | 800 m     | 1:58,71 |
| 1997 | Campionatul Mondial în sală | Paris, Franța            | 1      | 800 m     | 1:58,96 |
| 1997 | Campionatul Mondial         | Atena, Grecia            | 3      | 800 m     | 1:57,59 |
| 1998 | Campionatul African         | Dakar, Senegal           | 1      | 800 m     | 1:57,95 |
| 1999 | Campionatul Mondial în sală | Maebashi, Japonia        | 2      | 800 m     | 1:57,17 |
| 1999 | Campionatul Mondial         | Sevilla, Spania          | 2      | 800 m     | 1:56,72 |
| 2000 | Jocurile Olimpice           | Sydney, Australia        | 1      | 800 m     | 1:56,15 |
| 2001 | Campionatul Mondial în sală | Lisabona, Portugalia     | 1      | 800 m     | 1:59,74 |
| 2001 | Campionatul Mondial         | Edmonton, Canada         | 1      | 800 m     | 1:57,17 |
| 2002 | Campionatul African         | Rades, Tunisia           | 1      | 800 m     | 2:03,11 |
| 2003 | Campionatul Mondial în sală | Birmingham, Regatul Unit | 1      | 800 m     | 1:58,94 |
| 2003 | Campionatul Mondial         | Paris, Franța            | 1      | 800 m     | 1:59,89 |
| 2004 | Campionatul Mondial         | Budapesta, Ungaria       | 1      | 800 m     | 1:58,50 |
| 2004 | Jocurile Olimpice           | Atena, Grecia            | 4      | 800 m     | 1:56,51 |
| 2005 | Campionatul Mondial         | Helsinki, Finlanda       | 4      | 800 m     | 1:59,71 |
| 2006 | Campionatul Mondial în sală | Moscova, Rusia           | 1      | 800 m     | 1:58,90 |
| 2006 | Campionatul African         | Bambous, Mauritius       | 2      | 800 m     | 2:01,08 |
| 2007 | Campionatul Mondial         | Osaka, Japonia           | — (f)  | 800 m     | NT      |
| 2008 | Campionatul Mondial în sală | Valencia, Spania         | 3      | 800 m     | 2:02,97 |
| 2008 | Campionatul African         | Addis Ababa, Etiopia     | 2      | 800 m     | 2:00,47 |
| 2008 | Jocurile Olimpice           | Beijing, China           | 5      | 800 m     | 1:57,68 |

## Recorduri personale
| Probă          | Performanță | Dată              | Locație  |
| -------------- | ----------- | ----------------- | -------- |
| 800 m          | 1:55,19 RN  | 17 august 1994    | Zürich   |
| 1500 m         | 4:01,50 RN  | 12 iulie 2002     | Roma     |
| 800 m în sală  | 1:57,06 RA  | 21 februarie 1999 | Liévin   |
| 1500 m în sală | 4:17,93 RN  | 1 februarie 1992  | Portland |

## Legături externe
Materiale media legate de Maria Mutola la Wikimedia Commons
- en Maria Mutola la Olympedia.org
- en Maria Mutola la World Athletics
- en  Maria Mutola la athleticspodium.com